# Guido Neppi Modona
Guido Neppi Modona (Torino, 14 novembre 1938) è un giurista italiano giudice della Corte costituzionale italiana dal 1996 al 2005.

## Biografia
Guido Neppi Modona ha frequentato la scuola superiore al Liceo classico statale Vittorio Alfieri di Torino; è stato poi avvocato, magistrato e professore ordinario di Istituzioni diritto e procedura penale presso la facoltà di Scienze politiche dell'Università di Torino. Nel 1986-87 grazie ad una borsa di studio Fulbright, ha studiato presso la Università Yale.
È stato nominato giudice della Corte costituzionale dal Presidente della Repubblica Oscar Luigi Scalfaro il 4 novembre 1996 ed ha giurato il 6 novembre 1996. È divenuto vicepresidente della Corte il 10 marzo 2005, nominato dal neoeletto presidente Piero Alberto Capotosti. È cessato dalla carica il 6 novembre 2005.
Nel 2016 firma l'appello de Il Fatto Quotidiano a sostegno delle ragioni per il "No" per il referendum costituzionale sulla riforma Renzi-Boschi.